# 北鴻巣駅

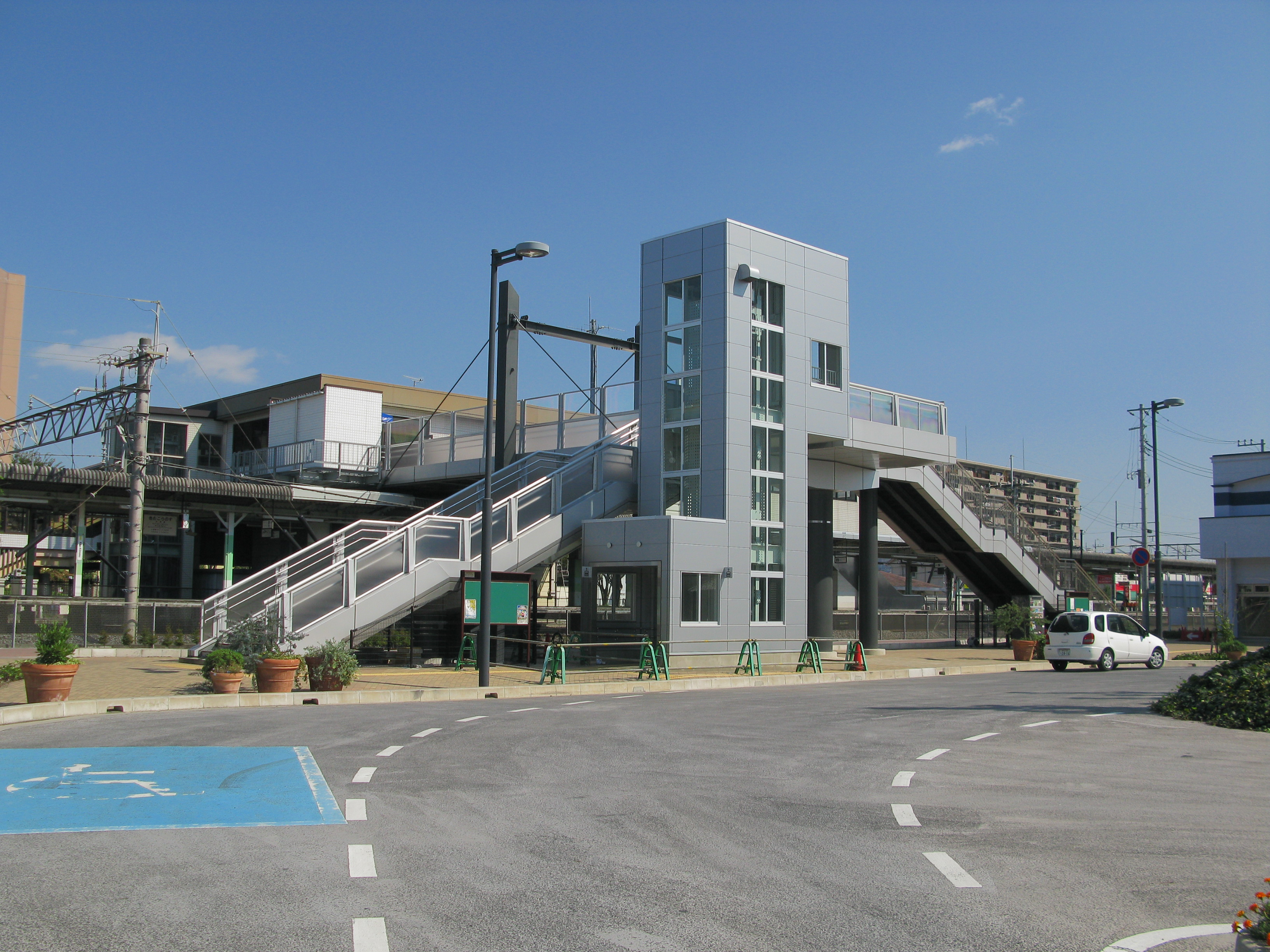
西口（2011年10月）

北鴻巣駅（きたこうのすえき）は、埼玉県鴻巣市赤見台一丁目にある、東日本旅客鉄道（JR東日本）高崎線の駅である。
上野駅発着系統と、新宿駅経由で東海道線に直通する湘南新宿ライン、上野駅・東京駅経由で東海道線に直通する上野東京ラインが停車する。

## 歴史
- 1984年（昭和59年）11月3日：国鉄の駅として開業[1][2]。
- 1987年（昭和62年）4月1日：国鉄分割民営化に伴い、東日本旅客鉄道（JR東日本）の駅となる[2]。
- 1995年（平成7年）2月2日：自動改札機を設置し、供用開始[3]。
- 2001年（平成13年）11月18日：ICカード「Suica」の利用が可能となる[広報 1]。
- 2006年（平成18年）3月24日：「みどりの窓口」を廃止し、「もしもし券売機Kaeruくん」が稼働開始[4][5]。
- 2008年（平成20年）12月20日：西口が開設される。
- 2012年（平成24年）2月2日：「もしもし券売機Kaeruくん」営業終了[6]。
- 2013年（平成25年）12月6日：指定席券売機の使用開始。
- 2016年（平成28年）3月10日：早朝無人化[7]。

## 駅構造
島式ホーム1面2線を有する地上駅で、橋上駅舎を有している。開業当初は東側のみに出入口が設置されていたが、2008年12月に西口が開設され、従来の出入口は東口となった。
高崎支社所属熊谷統括センター管轄鴻巣駅管理で、JR東日本ステーションサービスへ委託している業務委託駅。指定席券売機、自動改札機、自動精算機を設置している。2016年3月10日より、始発から午前6時30分までの間は遠隔対応のため改札係員は不在となり、一部の自動券売機のみ稼働する。
かつてはみどりの窓口も設置されていたが、2006年3月24日に「もしもし券売機Kaeruくん」へ置き換えられる形で廃止された。さらに、「もしもし券売機Kaeruくん」も2012年2月2日に多機能券売機に置き換えられる形で営業を終了した。そのため一時当駅で指定券等の購入ができない時期があったが、2013年12月、券売機更新により指定席券売機が導入され、指定券購入が再度可能となった。
発車メロディには、鴻巣市出身のシンガーソングライター・美根ゆり香の曲である「HANDS-大きな手から小さな手へ-」が採用されている。

### のりば

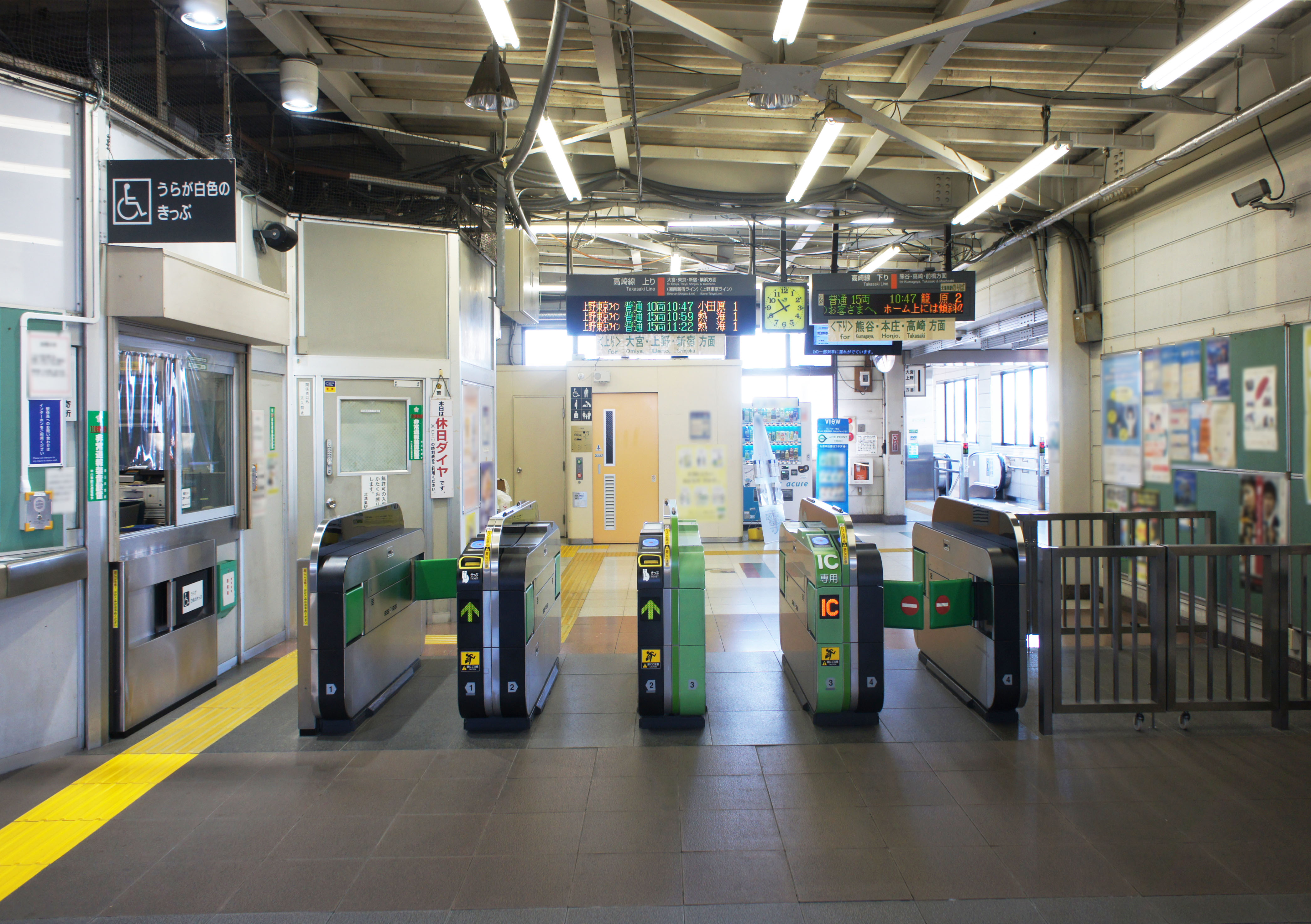
改札口（2021年10月）
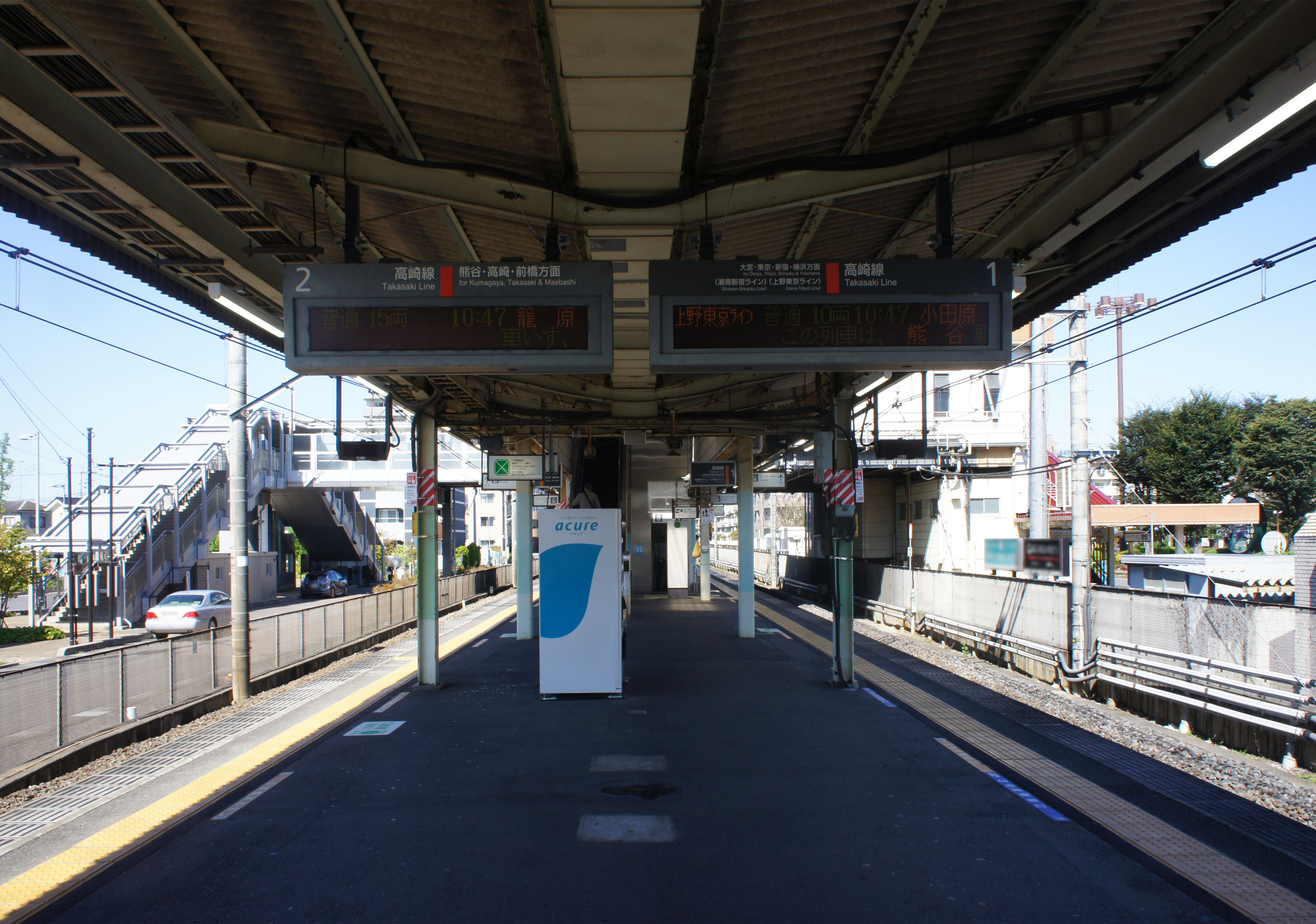
ホーム（2021年10月）

| 番線 | 路線             | 方向 | 行先                       |
| ---- | ---------------- | ---- | -------------------------- |
| 1    | ■ 高崎線         | 上り | 大宮・東京・新宿・横浜方面 |
| 1    | ■ 湘南新宿ライン | 上り | 大宮・東京・新宿・横浜方面 |
| 1    | ■ 上野東京ライン | 上り | 大宮・東京・新宿・横浜方面 |
| 2    | ■ 高崎線         | 下り | 熊谷・高崎・前橋方面       |

（出典：JR東日本:駅構内図）
- 改札口（2021年10月）
- ホーム（2021年10月）

## 利用状況
2023年度（令和5年度）の1日平均乗車人員は6,495人である。
JR東日本および埼玉県統計年鑑によると、1990年度（平成2年度）以降の1日平均乗車人員の推移は以下の通り。
| 年度               | 1日平均 乗車人員 | 出典     |
| ------------------ | ---------------- | -------- |
| 1990年（平成02年） | 6,036            |          |
| 1991年（平成03年） | 6,445            |          |
| 1992年（平成04年） | 6,981            |          |
| 1993年（平成05年） | 7,377            |          |
| 1994年（平成06年） | 7,581            |          |
| 1995年（平成07年） | 7,768            |          |
| 1996年（平成08年） | 7,803            |          |
| 1997年（平成09年） | 7,782            |          |
| 1998年（平成10年） | 7,731            |          |
| 1999年（平成11年） | 7,787            | [ * 1 ]  |
| 2000年（平成12年） | 7,977            | [ * 2 ]  |
| 2001年（平成13年） | 8,019            | [ * 3 ]  |
| 2002年（平成14年） | 7,981            | [ * 4 ]  |
| 2003年（平成15年） | 7,999            | [ * 5 ]  |
| 2004年（平成16年） | 8,028            | [ * 6 ]  |
| 2005年（平成17年） | 8,140            | [ * 7 ]  |
| 2006年（平成18年） | 8,191            | [ * 8 ]  |
| 2007年（平成19年） | 8,161            | [ * 9 ]  |
| 2008年（平成20年） | 8,032            | [ * 10 ] |
| 2009年（平成21年） | 7,847            | [ * 11 ] |
| 2010年（平成22年） | 7,959            | [ * 12 ] |
| 2011年（平成23年） | 8,001            | [ * 13 ] |
| 2012年（平成24年） | 7,960            | [ * 14 ] |
| 2013年（平成25年） | 7,878            | [ * 15 ] |
| 2014年（平成26年） | 7,524            | [ * 16 ] |
| 2015年（平成27年） | 7,474            | [ * 17 ] |
| 2016年（平成28年） | 7,373            | [ * 18 ] |
| 2017年（平成29年） | 7,341            | [ * 19 ] |
| 2018年（平成30年） | 7,274            | [ * 20 ] |
| 2019年（令和元年） | 7,224            | [ * 21 ] |
| 2020年（令和02年） | 5,607            |          |
| 2021年（令和03年） | 5,834            |          |
| 2022年（令和04年） | 6,309            |          |
| 2023年（令和05年） | 6,495            |          |

## 駅周辺
出入口は開業時、現在の東口のみであった。東側は既に宅地化されていたが駅西側は開発されておらず、少し離れたところを通っている旧中山道（埼玉県道365号鎌塚鴻巣線）沿いには住宅が昔からあるが、駅前は水田が広がる田園地帯であった。
その後、2005年から西口新設工事と駅周辺開発事業が開始され、2008年12月に西口が暫定的に、2009年4月に駅前広場及び取り付け道路が完成し、水田はなくなっている。
- パークシティ鴻巣
- 北鴻巣駅前郵便局
- 埼玉県立吹上秋桜高等学校
- マミーマート 北鴻巣店
- MEGAドン・キホーテ 北鴻巣店
- ウエルシア北鴻巣駅前店
- 鴻巣市民センター
- 鴻巣市立赤見台第一小学校
- 鴻巣市立赤見台第二小学校
- 鴻巣市立赤見台中学校

## バス路線
鴻巣市コミュニティバス「フラワー号」が発着する。
東口発着
- 広田コース：ふるさと館方面[9]
- 吹上コース：吹上駅方面[9]

西口発着
- 田間宮コース：鴻巣駅西口行[9]
- 中山道コース：鴻巣駅東口行／吹上駅南口行[9]

## その他
- 埼玉県の名称の由来となったとされる行田市埼玉の「さきたま古墳群」は、当駅から北へ徒歩40分のところにあり、当駅付近の赤見台公園から武蔵水路沿いに「さきたま緑道」と呼ばれる遊歩道・自転車道がさきたま古墳群まで整備されている。なお、2009年7月4日から約1年間、さきたま古墳公園へのシャトルバスが実証実験で運行されていたが、現在は廃止されている。

## 隣の駅
東日本旅客鉄道（JR東日本）
■高崎線
■特別快速・■快速「アーバン」
通過
■普通
鴻巣駅 - 北鴻巣駅 - 吹上駅

### 記事本文

##### 広報資料・プレスリリースなど一次資料
1. ↑  “Suicaご利用可能エリアマップ（2001年11月18日当初）” (PDF).   東日本旅客鉄道. 2019年7月27日時点のオリジナルよりアーカイブ。2020年4月30日閲覧。

### 利用状況
1. ↑  埼玉県統計年鑑 - 埼玉県
2. ↑  統計こうのす - 鴻巣市

JR東日本の2000年度以降の乗車人員
1. 1 2  各駅の乗車人員（2023年度） - JR東日本
2. ↑  各駅の乗車人員（2000年度） - JR東日本
3. ↑  各駅の乗車人員（2001年度） - JR東日本
4. ↑  各駅の乗車人員（2002年度） - JR東日本
5. ↑  各駅の乗車人員（2003年度） - JR東日本
6. ↑  各駅の乗車人員（2004年度） - JR東日本
7. ↑  各駅の乗車人員（2005年度） - JR東日本
8. ↑  各駅の乗車人員（2006年度） - JR東日本
9. ↑  各駅の乗車人員（2007年度） - JR東日本
10. ↑  各駅の乗車人員（2008年度） - JR東日本
11. ↑  各駅の乗車人員（2009年度） - JR東日本
12. ↑  各駅の乗車人員（2010年度） - JR東日本
13. ↑  各駅の乗車人員（2011年度） - JR東日本
14. ↑  各駅の乗車人員（2012年度） - JR東日本
15. ↑  各駅の乗車人員（2013年度） - JR東日本
16. ↑  各駅の乗車人員（2014年度） - JR東日本
17. ↑  各駅の乗車人員（2015年度） - JR東日本
18. ↑  各駅の乗車人員（2016年度） - JR東日本
19. ↑  各駅の乗車人員（2017年度） - JR東日本
20. ↑  各駅の乗車人員（2018年度） - JR東日本
21. ↑  各駅の乗車人員（2019年度） - JR東日本
22. ↑  各駅の乗車人員（2020年度） - JR東日本
23. ↑  各駅の乗車人員（2021年度） - JR東日本
24. ↑  各駅の乗車人員（2022年度） - JR東日本

埼玉県統計年鑑
1. ↑  埼玉県統計年鑑（平成12年）
2. ↑  埼玉県統計年鑑（平成13年）
3. ↑  埼玉県統計年鑑（平成14年）
4. ↑  埼玉県統計年鑑（平成15年）
5. ↑  埼玉県統計年鑑（平成16年）
6. ↑  埼玉県統計年鑑（平成17年）
7. ↑  埼玉県統計年鑑（平成18年）
8. ↑  埼玉県統計年鑑（平成19年）
9. ↑  埼玉県統計年鑑（平成20年）
10. ↑  埼玉県統計年鑑（平成21年）
11. ↑  埼玉県統計年鑑（平成22年）
12. ↑  埼玉県統計年鑑（平成23年）
13. ↑  埼玉県統計年鑑（平成24年）
14. ↑  埼玉県統計年鑑（平成25年）
15. ↑  埼玉県統計年鑑（平成26年）
16. ↑  埼玉県統計年鑑（平成27年）
17. ↑  埼玉県統計年鑑（平成28年）
18. ↑  埼玉県統計年鑑（平成29年）
19. ↑  埼玉県統計年鑑（平成30年）
20. ↑  埼玉県統計年鑑（令和元年）
21. ↑  埼玉県統計年鑑（令和2年）